# Essenbækårbogen
Essenbækårbogen (latin Annales Essenbecenses) er en årbog med historiske notitser vedrørende årene 1020-1323, som synes skrevet i det benediktinske Essenbæk Kloster.

## Teksten

### Karakteristik
Meget af årbogens indhold er kirkeligt, hvorfor personen der skrev den nok også var kirkelig, men med stor interesse og sympati for bøndernes vilkår. Specielt i den seneste del af årbogen beskrives bøndernes vilkår som komplicerede af afgifter, uvejr, sygdomme og hærgninger, og personen som skrev årbogen favoriserede tydeligt de jyske bønder frem for landets konge i årene 1313-1320.

### Titel
Langebek gav i 1773 årbogen titlen Annales Essenbecenses, med henvisning til at Essenbæk Kloster og den nærliggende Randers er nævnt deri flere gange. Også at der i årbogen flere gange er nævnt borgen på Kalø, men ikke én gang nogen af de andre tvangsborge som byggedes i 1314, tyder på at årbogen er skrevet i Djursland, hvor der alene var et kloster i Essenbæk Sogn. Specielt personer og steder i Jylland – ikke mindst biskopper i Aarhus – er nævnte i årbogen.

### Datering og kilder
Essenbækårbogen skreves tidligst i 1323, som den sidste notits deri vedrører, og senest i 1367, da ærkebiskop Nikles Jonsen (Bild) benyttede den til at skrive sin ærkebispekrønike. Essenbækårbogen synes at være baseret på Rydårbogen og Lundeårbogen indtil omkring 1262, og resten af den synes at være original.

## Håndskrifter og publikationer
Efter Reformationen kom årbogen nok fra den sidste katolske ærkebiskop Torbern Bille til hans bror Klavs Bille, for rigshistoriograf Anders Sørensen Vedel ejede omkring 1590 ”Alia quædam chronologica aff en gamle rulle, som hr. Claus Bilde haffde, ab anno domini 1027 ad annum domini 1323”, og på en anden delvis kopi af årbogen, som nok omkring samme tid håndskreves til Huitfeldt, noteredes der: ”Dette haffuer ieg udskreffuit oc noteret af en rulle som hørde her Claus Bilde thiill”. Siden er årbogen forsvundet.

### Latinske håndskrifter
Et håndskrift, som nok er fra omkring 1500, er den eneste næsten komplette kopi af årbogen, og findes nu i håndskriftsamlingen Codex Bibliotheca Universitas Upsaliensis ex donatione de la Gardie L.
Håndskriftet ejedes af St. Johannis Stephanius, da han i det 17. århundrede håndskrev en dårlig kopi af det. Det stephaniske håndskrift findes nu i håndskriftsamlingen Codex Bibliotheca Universitas Upsaliensis ex donatione de la Gardie XXV-XXIX, som der også er kopier af i Stockholm og Hamburg.
Den nok til Huitfeldt håndskrevne delvise kopi kom siden til Danzig, hvorfra Dalin tog den med til Uppsala i det 18. århundrede. Den findes nu i håndskriftsamlingen Codex Bibliotheca Universitas Upsaliensis H 112.
I 1664 fandtes Vedels delvise kopi i universitetsbiblioteket, og omkring 1690 håndskrev Thomas Broder Bircherod en kopi af den. Vedels delvise kopi brændte sammen med Københavns universitetsbibliotek i 1728. Det bircherodske håndskrift fra omkring 1690 findes ikke nu, men i det 18. århundrede håndskrev Bircherod og Peder Jensen Lucoppidan hver en kopi af det. Det seneste bircherodske håndskrift findes nu i håndskriftsamlingen Codex Bibliotheca Regia Hafniensis signatus Ny kongelig Samling 402 in folia,og det lucoppidanske håndskrift findes nu i håndskriftsamlingen Codex Bibliotheca Regia Hafniensis signatus Ny kongelig Samling 561 in folia.
To håndskrevne kopier af det lucoppidanske håndskrift findes nu i håndskriftsamlingen Codex Bibliotheca Regia Hafniensis signatus Ny kongelig Samling 570 in folia.

### Publikationer
Baseret på det lucoppidanske håndskrift publicerede Ernst Joachim von Westphalen i 1743 årbogen i det tredje bind af Monumenta ininedita rerum Germanicarum præcipue Cimbricarum et Megapolensium.
Langebek ejede de to håndskrevne kopier af det lucoppidanske håndskrift da han i 1773, baseret på dem og en kopi af håndskriftet som nok er fra omkring 1500, publicerede årbogen i det andet bind af Scriptores Rerum Danicarum.
Baseret på håndskriftet som nok er fra omkring 1500, den nok til Huitfeldt håndskrevne delvise kopi, de to håndskrevne kopier af det lucoppidanske håndskrift, og kopien af det stephaniske håndskrift i Hamburg publicerede Waitz i 1892 årbogen i det 29. bind af Monumenta Germaniæ Historica.
Baseret på håndskriftet som nok er fra omkring 1500, den nok til Huitfeldt håndskrevne delvise kopi, det seneste bircherodske håndskrift og det lucoppidanske håndskrift publicerede Ellen Jørgensen i 1920 årbogen i Annales Danici medii ævi.
I 1980 publicerede Erik Kroman årbogen i Danmarks middelalderlige annaler.
| Essenbækårbogen |
| --- |
| År fra Herrens inkarnation 1020. Cluniacenserordenen begyndte. 1027. Hellige Olav martyriseredes i Stiklestad. 1084. Karteuserordenen begyndte. 1088. Hellige kong Knud martyriseret i Odense. 1099. Cistercienserordenen begyndte. 1100. Paschalis II sad 18 år, 5 måneder, 7 dage. 1101. Erik God, Danmarks konge, omkom på vejen til Jerusalem. 1103. Asser gjordes til den første ærkebiskop i Danmark. 1104. Asser tilsendtes ærkebiskoppens første pallium. 1111. Pave Paschalis pågrebes af Sachsens grev Henrik. 1112. Henrik rådede i 15 år. 1113. Hellige Bernhard indtrådte i klosteret. 1115. Hellige Knud gjordes til hertug i Jylland. Konvent sendt til Clairvaux. 1118. Pave Gelasius ét år. 1119. Pave Callistus to år, 10 måneder, 8 dage. 1120. Præmonstratenserordenen begyndte. 1125. Pave Honorius II 5 år. Kejser Henrik omkom. 1130. Pave Innocens II 13 år. Hellige hertug Knud martyriseredes i Haraldsted. Erik Emune valgtes i Skåne. 1131. Der var krig i Jelling mellem Niels og Erik Emune. Der var solformørkelse i efteråret. 1132. Der var krig i Sejerø mellem Erik og Magnus, og i begge flygtede Erik. 1134. Roskilde ødelagt af slaverne. 1135. Der var krig i Foteviken i Skåne, og Magnus fældedes, og 6 biskopper, en fra Sverige og en fra Sjælland og 4 fra Jylland, og kong Niels flygtede. 1136. Erik Emune fældede Harald Kesja, hans bror. 1137. Der var mørke i fasten over hele jorden. 1138. Asser, den første ærkebiskop, omkom, og Eskil efterfulgte denne. 1139. Kong Erik Emune fældedes i Jylland af sorte Plov, og Erik Lam gjordes til konge, hans søsters søn. 1140. Oluf, Harald Kesjas søn, rejste sig mod kong Erik Lam. 1142. Der var krig i Stillinge mellem Erik Lam og Oluf, Haralds søn. 1143. Rike fældedes, Roskildes biskop. Oluf fældedes, Haralds søn. 1144. Pave Celestin III fem måneder. 1145. Pave Lucius II to år. 1146. Pave Eugenius ni år. Konvent sendtes til Lyse. 1147. Munken Erik Lam omkom i Odense. Der var krig i Slangerup. 1148. Hellige Malakias mistede livet. Svend valgtes som konge i Skåne, Knud i Jylland, Magnus’ søn. 1149. Ærkebiskop Eskil pågrebes af kong Svend. 1150. Der var krig i Slangerup, Knud flygtede. Der var krig i Taastrup. 1151. Der var krig i Viborg. Stig Hvide, klosteret Essenbæks stifter, dræbtes. 1152. Hellige Bernhard mistede livet. Konvent sendt til Esrum. 1155. Anastasius tre år. Igen fred mellem kongerne. 1156. Knud Magnussøn fældedes i Roskilde. Valdemar gjordes til Danmarks konge. 1157. Kong Svend fældedes i Grathemose. 1158. Hadrian 4 år. Absalon gjordes til Roskildes biskop. 1160. Konvent sendt til Sebber. 1162. Konvent sendtes til Sorø og til den Sikre dal. 1163. Valdemar den første besøgte kejseren. 1164. Alexander 24 år. 1165. Valdemar okkuperede Vindland. Konvent sendt til den Kære ø. 1167. Buris pågrebes. 1170. Knud, Valdemars søn, kronet. Rügen besejredes af danskerne. 1171. Canterburys Hellige Thomas martyriseret. Ærede Knud overført til Ringsted. 1172. Konvent sendt fra Esrum til Dargun. 1173. Der var jordskælv i Danmark. Konvent sendtes til Løgum. 1174. Konvent sendtes til Kołbacz, der udpeges som den Glimtende dal. 1176. Kastellet Stettin i Slavien blev belejret af danskerne. 1177. Hellige Margrethe martyriseredes i Højelse. 1178. Ærkebiskop Eskil forlod Danmark, og Absalon gjordes til ærkebiskop. Og den fjerde ugedag i det hellige kors’ vigilie blev solen skjult. 1179. Ændring af klosteret Essenbæk. 1181. Der var krig i Dösje i Skåne mellem kongen og landboer. Der var krig i Annelöv. 1182. Ærkebiskop Eskil og kong Valdemar den første døde. 1183. Kong Knud mødte kejseren i Lübeck. Konvent sendt til Lehnin. 1184. Ekspedition sendt til Wolgast i Slavien. 1186. Konventet blev sendt til Oliwa. Ebbes Sune omkom. 1187. Lucius III 5 år. Jerusalem indtaget af hedninge. Der var solformørkelse. Det danske breviar komponeredes. 1188. Sune, Ebbes søn, omkom. 1189. Konfessor hellige Kelds overførsel. 1190. Konvent sendt til Reinfeld. Prædikantordenen begyndte. 1191. Ekspedition sendt til Finland. 1192. Urban II 3 år. Konvent sendt til Guldholm. 1193. Biskop Valdemar pågrebes af hertug Valdemar. Esrums første brand. 1194. Konvent sendt til Ås. 1195. Pave Gregor ét år. 1196. Pave Clemens to år. Kong Knud for til Estland med garden. Vinden var voldsom. 1197. Den hellige treenigheds orden begyndte. 1198. Innocens III 19 år. Der var jordskælv i Danmark. Roskildes biskop Peder pågrebes. 1200. Mindrebrødrenes orden begyndte. Grev Adolf pågrebes. 1201. Ærkebiskop Absalon omkom i Sorø. Anders efterfulgte denne. 1202. Hellige abbed Vilhelms død i Trøsteren. Esbern snare omkom, Absalons bror. 1203. Kong Knud døde. Valdemar II gjordes til konge, Knuds bror. 1204. Kong Valdemar førte garden til Norge med Erling, Magnus’ søn, og gjorde denne til konge der. 1206. Biskop Valdemar blev løsladt. Ærkebiskop Anders førte garden til Reval. 1207. Valdemar drev kejseren på flugt. 1208. Kejser Philipp fældedes. Otto gjordes til kejser. Mange danskere dræbes i Lena. 1209. Biskop Valdemar blev afsat fra det bremiske sæde. 1210. Sverker, Karls søn, faldt. 1211. Borgen, som betegnes Demmin, blev genopbygget af danskere. 1212. Dronning Dagmar omkom. 1213. Roskildes biskop Peder den ældre omkom. 1215. Der var generelt koncil i Rom ved pave Innocens. Den aarhusianske biskop Skjalm omkom. 1216. Peder, Jakob’s søn, gjordes til Roskildes biskop. 1217. Pave Honorius 9 år. 1218. Valdemar III helliget. Kejser Otto og grev Niels omkom. 1219. Kong Valdemar den anden sendte ekspedition til Estland. Konfessor Dominicus omkom. 1220. Kristne genvinder Jerusalem og det hellige land. 1222. Kardinal Gregor var i Danmark. Ærkebiskop Anders fratrådte. 1223. Kong Valdemar, med hans søn Valdemar, stjæles af grev Henrik. 1224. Ærkebiskop Peder indvies. Landet blev ødelagt. 1225. Peder, Roskildes biskop, Jakobs søn, døde. 1226. Valdemar, med hans søn, blev løsladt. Niels blev Roskildes biskop. Konfessor Frans døde. 1227. 9 år Gregor. Danskerne fangedes ved Bornhöved. 1228. Ærkebiskopperne Anders og Peder døde. 1229. Jerusalem indtoges fra hedningene. 1230. Kardinal Otto var i Danmark. Ærkebiskop Uffe indvies. Der var solformørkelse, og menneske- og kvægpest. 1231. Den tredje Valdemar døde. 1232. Erik krones. 1233. Kong Valdemar førte sin hær til Wertohog. Mindrebrødre indtrådte i Danmark. 1234. Lund gik tabt i brand. 1236. Biskop Valdemar, ydmyg munk, døde. Gregor døde. Det romerske sæde ledigt 5 år. 1237. Der var storm Hellige Clemens’ dag. Der var krig i Skanör mellem danskerne og nordmændene. 1238. Hellige abbed Vilhelms overførsel. 1240. Hertug Skule, med hans søn, blev dræbt. Jerusalem og det hellige land indtages af hedningene. 1241. Kong Erik ægtede Jutta. Valdemar II døde. Der var solformørkelse 2. Non. oktober. 1242. Pave Innocens den fjerde 12 år. 1243. Kong Erik førte sin hær til Kolding mod Abel, hans bror. 1244. Randers gik tabt i brand. 1245. Biskop Niels fratrådte. Der var generelt koncil i Lyon. 1246. Jacob, Sunes søn, døde. Biskop Peder Topæsen døde. 1247. Der er generel krig i Danmark. Odense blev brændt af tyskerne. 1248. Kong Erik fører sin hær til Imbræ. Havn blev brændt. 1249. Niels, Roskildes biskop, døde. Jakob indvies af paven. Erik, Sveriges konge, døde. 1250. Kong Erik martyriseret i Schleswig. Abel, hans bror, krones. 1251. Friedrich, forhenværende kejser, døde. Louis, kongen af Frankrig, blev fanget. 1252. Kong Abel blev dræbt i Friesland, og hans bror Christoffer krones. Ærkebiskop Uffe døde. 1253. Der var krig i Skanör mellem danskerne og tyskerne, og Christoffer førte sin hær til Svendborg og Skælskør. Alexander pave. Jakob ærkebiskop. Peder biskop. 1256. Wilhelm, Sachsens konge, blev dræbt. 1257. Håkon, Norges konge, var i Danmark. 1258. Bønder dræbt nær broen som kaldes Lejre. Kong Erik i Schleswig’s overførsel til Ringsted. 1259. Kong Christoffer døde. Jaromar ødelagde Sjælland. Ærkebiskop Jakob blev fanget. 1260. Erik krones. Ærkebiskop Jakob blev løsladt fra fangeskab. 1261. Der var krig i Lohheide dagen før Hellige Olavs fest. 1262. Randers blev brændt. 1263. Peder Finsen blev hængt. Der var solformørkelse dagen før Non. august. Magister Tyge indvies som Aarhus’ biskop af paven. 1264. Kong Erik befries. 1266. Kardinal Guy ankom til Danmark. Omkring denne tid, Børglums biskop Oluf dræbt i sin kirke af soldaten Jens Glob. 1267. Niels, Viborgs biskop og kansler, døde. 1268. Der var storm Hellige Benedikts dag. Pave Clemens døde. 1270. Krig i Estland. Drost Mads falder. 1272. Der var jordskælv omkring Johannes foran den latinske port, og Tyge døde. Erik, Sønderjyllands hertug, døde. 1273. Kong Erik ægtede datteren af markgreven. 1274. Dronning Agnes fødte kong Eriks søn. 1275. Der var ekspedition til Sverige. Kong Valdemar udvist. 1276. Innocens døde, Hadrian efterfulgte ham. Dronning Agnes fødte en anden søn, Christoffer. 1277. Pave Nikolaus indvies. Der er strid mellem danskerne og tyskerne i Skanör. 1279. Ærkebiskop Thrugot besøgte. 1280. Kong Erik vælges, hans far levende. Ærkebiskop Thrugot døde. 1281. Kvægpest. 1282. Drager forekommer. Johannes blev ærkebiskop. 1283. Hertug Valdemar blev adskilt fra kongen. Hungersnød forekommer i Danmark. 1284. Skagen blev ødelagt af nordmændene. 1285. Hertug Valdemar blev fanget af kong Erik. Horsens plyndres af nordmændene. 1286. Kong Erik blev dræbt af egne. 1287. Stig Andersen flygtede fra Danmark. 1288. Aarhus’ biskop Tyge døde. Jens efterfulgte ham. 1289. Ærkebiskop Johannes Dros døde, og Jens Grand blev valgt. Nordmænd kom til Danmark. 1290. Hjelm bygget. Langeland blev ødelagt af nordmændene. 1291. Ærkebiskop holdt råd i Roskilde. 1292. Ærkebiskop Jens holdt råd i Lund. 1293. Stig Andersen dør i Hjelm. 1294. Ærkebiskop Jens blev fanget af kongen. 1295. Våbenhvile givet til de landflygtige. 1299. Interdikt over Danmark. 1300. Stort aflad i Rom. Kvægpest. 1301. Kong Erik kom til Vindland med hæren. 1302. Kong Erik holdt råd ved Svendborg. 1303. Pave Bonifatius døde. 1304. Valdemar, kong Eriks bror, døde. 1305. Menneskers dødelighed. 1306. Hård vinter. Biskop Jens døde. 6 skæppe rug for 6 ørtug til Olavs fest. 1307. Kong Erik kom til Sverige fjendtligt. 1308. Sveriges hertug Erik kom fjendtligt til Halland. Kvægpest. 1310. Aarhusianeren Esger valgt som ærkebiskop. 1311. Der var generelt koncil ved pave Clemens. 1312. Kong Erik kom til Slavien fjendtligt. 1313. Kongen kom fjendtligt til Jylland mod bønderne. 1314. Mange fra Nørrejylland fanget. Kalø bygget. 1315. Konge og hertug er blevet venner. Daglig regn. 1316. Ekspeditionen sendt til Stralsund. Mark sølv for hver plov. 1317. Tiendedel af adelens gods returneret til kongen. 1318. Halv mark sølv returneret til kongen af hver plov. 1319. Kong Erik døde. Hungersnød i Danmark. 1320. Christoffer valgt som konge. Kalø destrueret. 1321. Erik, Christoffers søn, valgt som konge. Pavens nuntius kom til Danmark. 1322. Hård vinter i marts. Vidunderlige tegn forekom på himlen. 1323. Vinteren var så streng, at mennesker red på havene.) |